# 組長 (宝塚歌劇)
宝塚歌劇団における組長（くみちょう）は、組役職のひとつである。通常は組の最年長者（宝塚歌劇団では実年齢ではなく在団年数が長い者を指す）が選ばれる。

## 各組の組長・副組長
- 花組：美風舞良・紫門ゆりや
- 月組：梨花ますみ・白雪さち花
- 雪組：奏乃はると・透真かずき
- 星組：美稀千種・白妙なつ
- 宙組：松風輝・秋奈るい